# Castelldans
Castelldans település Spanyolországban, Lleida tartományban. Castelldans Puigverd de Lleida, Juneda, Les Borges Blanques, Cervià de les Garrigues, L'Albagés, El Cogul, Aspa és Artesa de Lleida községekkel határos. Lakosainak száma 891 fő (2024).

## Népesség
A település népessége az utóbbi években az alábbiak szerint változott:
| Lakosok száma | 109  | 973  | 1378 | 1282 | 1016 | 955  | 1015 | 976  | 960  | 891  |
|               | 1717 | 1887 | 1936 | 1960 | 1986 | 2004 | 2009 | 2014 | 2019 | 2024 |